# Wierzbowa (Starachowice)
Wierzbowa – osiedle administracyjne Starachowic. Wraz z Osiedlem Trzech Krzyży tworzy współnoą jednostkę urbaistyczną o nazwie Wierzbowa-Trzech Krzyży. Osiedle leży w środkowo-południowej części miasta, w okolicy ulicy Wierzbowej.

## Charakterystyka zabudowy
Występuje tu niemal wyłącznie jednorodzinna zabudowa mieszkaniowa z lat 60. i 70. XX wieku. 

## Infrastruktura i usługi
Część terenów zajmują tereny składowo-przemysłowe. Poza niepublicznym przedszkolem i prywatnym żłobkiem nie funkcjonują żadne inne obiekty infrastruktury społecznej.